# Хрвоє Милич
Хрвоє Милич (хорв. Hrvoje Milić, нар. 10 травня 1989, Осієк) — хорватський футболіст, лівий захисник іранського клубу «Естеглал». Виступав за національну збірну Хорватії.

## Клубна кар'єра
Народився 10 травня 1989 року в місті Осієк. Вихованець юнацьких команд футбольних клубів «Осієк» та «Хайдук» (Спліт).

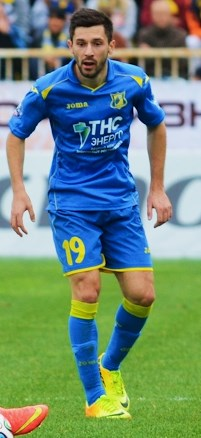
Хрвоє Милич під час виступів за «Ростов». 27 вересня 2014 року.

У дорослому футболі дебютував 2008 року виступами за команду клубу «Хайдук» (Спліт), в якій провів один рік, проте закріпитись не зумів, взявши участь лише у 3 матчах чемпіонату.
На початку 2009 року перебрався в чемпіонат Швеції, ставши гравцем «Юргордена». Відіграв за команду з Стокгольма наступні два з половиною сезони своєї ігрової кар'єри.
Влітку 2011 року повернувся в Хорватію, де виступав за клуб «Істра 1961» з міста Пула.
Своєю грою за цю команду привернув увагу представників тренерського штабу російського «Ростова», до складу якого приєднався 26 червня 2013 року, підписавши трирічну угоду. 1 вересня 2013 року Милич забив свій перший м'яч у складі «Ростова», вразивши з 30 метрів у гостях ворота столичного «Динамо», які захищав Володимир Габулов. В тому ж сезоні виграв свій перший у кар'єрі трофей — Кубок Росії. Загалом за два сезони провів за російський клуб 45 матчів в Прем'єр-лізі і забив 1 гол.
У серпні 2015 року повернувся на батьківщину, ставши гравцем «Хайдука». Протягом сезону відіграв за сплітську команду 28 матчів в національному чемпіонаті.
Згодом знову вирушив за кордон, де без особливих успіхів грав за «Фіорентину», грецький «Олімпіакос» і знову в Італії за «Наполі» та «Кротоне».
2019 року перебрався до Ірану, приєднавшись до місцевого «Естеглала».

## Виступи за збірну
10 червня 2013 року дебютував в офіційних іграх у складі національної збірної Хорватії в товариському матчі зі збірною Португалії. Протягом двох років провів у формі головної команди країни 6 матчів.
| Дата       | Місто        | Господарі      | Результат | Гості      | Турнір            | Голи | Примітки |
| ---------- | ------------ | -------------- | --------- | ---------- | ----------------- | ---- | -------- |
| 10-6-2013  | Lancy        | Хорватія       | 0 – 1     | Португалія | товариський матч  | -    |          |
| 14-8-2013  | Вадуц        | Ліхтенштейн    | 2 – 3     | Хорватія   | товариський матч  | -    | 46'      |
| 10-9-2013  | Чонджу       | Південна Корея | 1 – 2     | Хорватія   | товариський матч  | -    | 46'      |
| 5-3-2014   | Санкт-Галлен | Швейцарія      | 2 – 2     | Хорватія   | товариський матч  | -    | 75'      |
| 9-9-2014   | Загреб       | Хорватія       | 2 – 0     | Мальта     | Відбір до ЧЄ 2016 | -    |          |
| 12-11-2014 | Лондон       | Аргентина      | 2 – 1     | Хорватія   | товариський матч  | -    | 71'      |
| Усього     |              | Матчів         | 6         |            | Голів             | 0    |          |

## Досягнення
- Володар Кубка Росії: 2013/14